# Rysy
Vous lisez un « bon article » labellisé en 2011.  Il fait partie d'un « bon thème ».
Le Rysy est un sommet de la chaîne des Hautes Tatras, dans l'arc extérieur des Carpates occidentales, sur la frontière entre la Pologne et la Slovaquie. Il culmine à 2 500 mètres d'altitude en Slovaquie. Sur son versant septentrional, à 2 499,1 mètres d'altitude, se trouve le point culminant de la Pologne.
La montagne est le point le plus élevé des Hautes Tatras accessible aux randonneurs par des sentiers balisés sans guide de haute montagne. Un refuge, le Chata pod Rysmi, situé 250 mètres plus bas que le sommet est à leur disposition. Depuis le début du XXe siècle, de nombreuses personnalités en ont fait l'ascension comme les époux Pierre et Marie Curie ou Lénine, dont l'ascension n'est pas prouvée mais fut largement exploitée par le pouvoir communiste dans le cadre d'une rencontre internationale pour la jeunesse.
Sa faune et sa flore, principalement alpines, sont protégées par un parc national de part et d'autre de la frontière.

## Toponymie

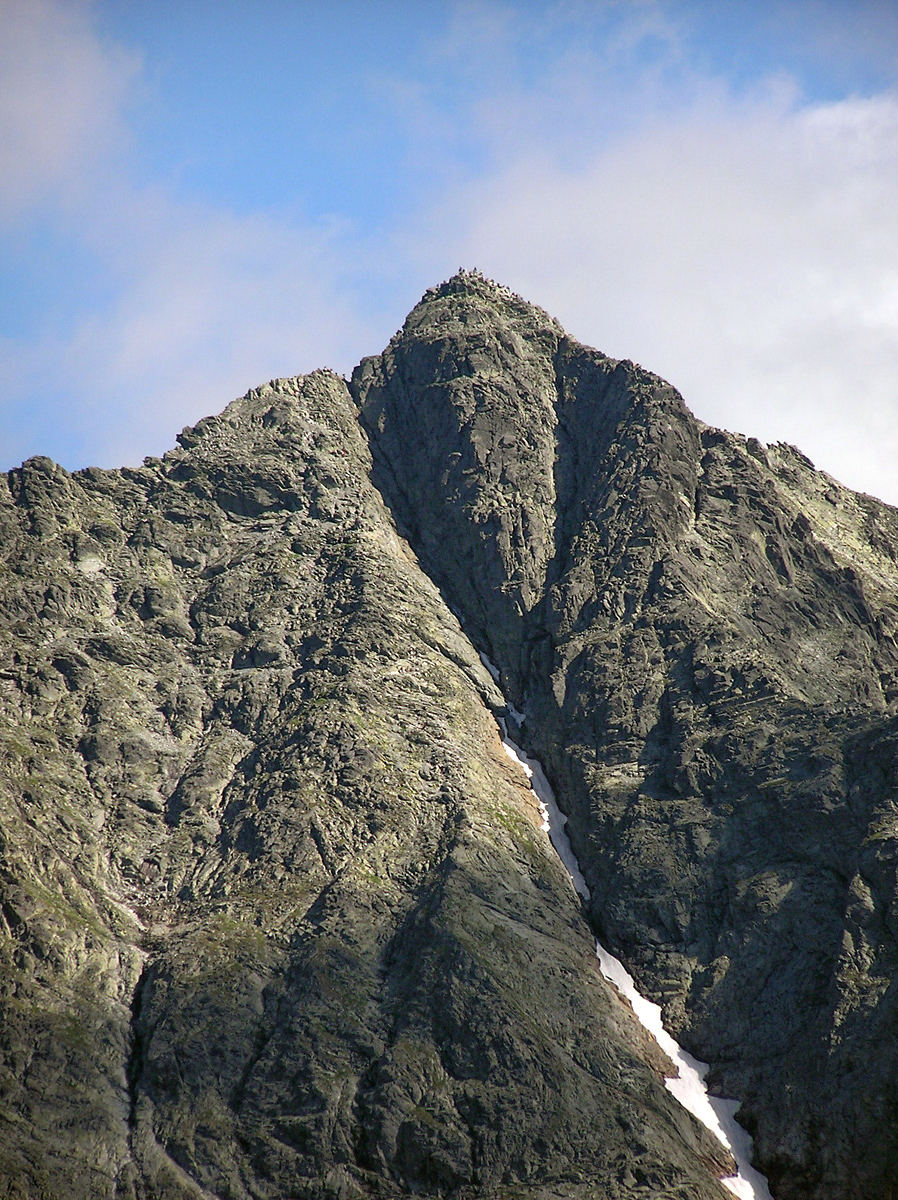
Vue du Rysy avec les crevasses et couloirs d'avalanche auxquels il doit son nom.

Le nom Rysy, utilisé aussi bien en slovaque qu'en polonais, provient du dialecte local appelé goral et signifie « entaille » ou « crevasse ». Il renvoie à une série de petites crevasses et couloirs d'avalanche aussi bien celle importante du flanc ouest que celles plus petites et plus nombreuses sur le flanc nord. Cette dénomination était utilisée plus généralement pour tous les sommets la vallée du Rybi Potok. Par la suite, le nom ne s’est progressivement plus appliqué qu'au plus haut sommet lorsque les mineurs et les alpinistes eurent besoin d'une description plus détaillée de la région.
Les noms hongrois Tengerszem-csúcs et allemand Meeraugspitze signifient « pic de l'œil de la mer » en référence au Morskie Oko, lac glaciaire situé au pied nord de la montagne. Avant la généralisation de l'utilisation du terme Rysy, on a retrouvé, en slovaque, des noms faisant aussi référence au Morskie Oko comme Kopa nad Morským et Štít Morského oka ou encore Kopa nad Rybím situant le mont au-dessus de la vallée du Rybi Potok.

## Géographie

### Situation, topographie
Le Rysy est situé sur la frontière entre la Pologne et la Slovaquie, dont il est le point culminant. La partie slovaque est administrativement rattachée à la ville de Vysoké Tatry dans le Nord du district de Poprad et la partie polonaise à la commune de Bukowina Tatrzańska dans le Sud de la voïvodie de Petite-Pologne. Le sommet se trouve à 100 kilomètres au nord-ouest de Košice, deuxième ville de Slovaquie, 250 kilomètres au nord-est de Bratislava et 100 kilomètres au sud de Cracovie. Il est composé de trois pics dont deux se situent en Slovaquie et un en Pologne. Les pics slovaques sont situés au sud-est (2 473 m) et au centre (2 500 m), le pic polonais qui est au nord-ouest étant, avec ses 2 499 mètres d'altitude, le point culminant de la Pologne.
Le pic fait partie de la crête principale du massif des Hautes Tatras, au sud-est du lac de Morskie Oko, à l'intersection avec une crête secondaire orientée vers le nord. Celle-ci sert de frontière entre les deux États et comprend les sommets Malé Rysy (2 430 m), Veľký Žabí štít (2 259 m) et Nižný Žabí štít (2 098 m). La crête principale vers l'ouest correspond également à la frontière ; le premier pic rencontré dans cette direction est le Žabí Kôň (2 291 m) avant le Žabia veža (2 335 m). Depuis le Rysy, la crête principale des Hautes Tatras oblique vers le sud et prend un peu d'altitude vers le Ťažký štít (2 520 m) et Vysoká (2 547 m), tous deux en territoire slovaque.

Vue panoramique depuis le Rysy au niveau de la frontière.

### Géologie
La montagne possède un relief rocheux alpin constitué de granodiorite appartenant à l'unité géologique Tatricum. Cette unité géologique est présente sur la plus grande partie du massif des Hautes Tatras et provient de sédiments préalpins du début du Paléozoïque au Mésozoïque. Des dépôts d'érosion du Pléistocène et de l'Holocène sont présents dans les vallées. Ces sédiments sont en alternance de type alluviaux et glaciaires en fonction des cycles climatiques.
Le relief reste fortement marqué par les périodes glaciaires. Le glacier de la vallée de la rivière Biela voda, dont la zone d'accumulation se situait au nord-est du Rysy, atteignait jusqu'à 13 kilomètres de long et 300 mètres d'épaisseur. Au pied nord-ouest de la montagne, le glacier, qui atteignait jusqu'à 10,7 kilomètres de long, a formé les deux plus grands lacs d'origine glaciaire des Hautes Tatras. Le glacier du versant sud était de dimension plus réduite.

### Climat
Il n'existe pas de station météorologique sur le mont, les stations d'altitude les plus proches sont sur le Lomnický štít (altitude 2 635 m) dans les Hautes Tatras slovaques et le Kasprowy Wierch (altitude 1 989 m) dans les Tatras occidentales à la frontière entre la Slovaquie et la Pologne.
Le climat au sommet est de type montagnard caractérisé par plus de 200 jours de gel et un couvert neigeux d'environ 290 jours par an. Le versant polonais, au nord, est notablement plus froid ; on considère que les conditions de température équivalente se retrouvent 200 mètres plus haut sur le versant slovaque. Il est également plus exposé aux vents dominants et est donc plus arrosé que le versant nord. Ces conditions climatiques sur le versant nord correspondent aux conditions requises pour les neiges éternelles à partir de 2 200 mètres, ce qui veut dire que si les conditions géomorphologiques étaient remplies, un petit glacier aurait pu se développer.

### Faune et flore

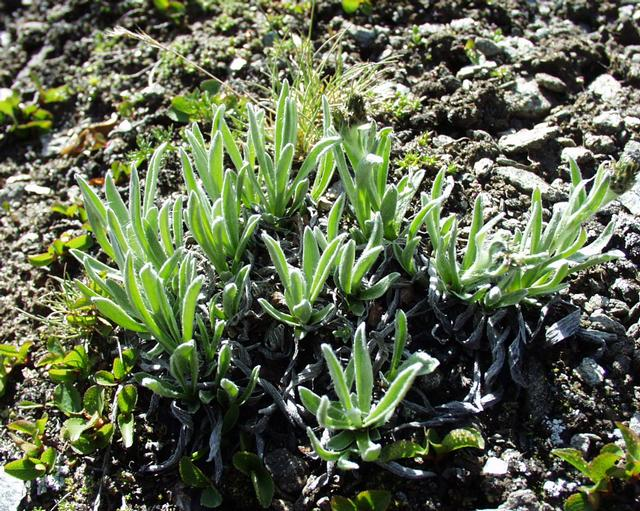
Pied de chat des Carpates (Antennaria carpatica).

Le Rysy possède une flore riche composée de 63 espèces de plantes à fleurs à une altitude de 2 483-2 500 mètres de type principalement alpin. Parmi les plantes rares figurent le Pied de chat des Carpates (Antennaria carpatica), Saxifrage tronquée (Saxifraga retusa) et Poa ×nobilis Skalińska.
Bien que le nom Rysy corresponde à « Rys » au pluriel, rysy signifiant « lynx » (Lynx lynx) en slovaque, le lynx comme l'ours brun (Ursus arctos), ne sont pas présents au-dessus des zones boisées. Au sommet, on peut croiser la sous-espèce de chamois endémique des Tatras (Rupicapra rupicapra tatrica) ou la marmotte (Marmota marmota latirostris).

## Histoire

### Ascension
La première ascension connue est due à Ede Blásy et son guide Ján Ruman-Driečny en 1840. La première ascension hivernale a été menée le 10 avril 1884 par Teodor Wundt et Jakub Horvay.
En 1899, les époux Pierre et Marie Curie firent l'ascension. On raconte que Lénine, futur chef de la révolution d'Octobre, fit l'ascension en 1913. À la suite de cette ascension supposée, un rocher en forme de siège est surnommé le « fauteuil de Lénine » et une plaque commémorative fut installée mais celle-ci fut rapidement détruite. Pour la même raison, le parti communiste tchécoslovaque organisa à partir de 1956 une « Rencontre internationale de la jeunesse RYSY » (slovaque : Medzinárodné stretnutie mládeže RYSY), qui rassemblait environ 4 000 randonneurs sur trois jours. En 1990, la manifestation dépolitisée a été relancée et se déroule toujours chaque année avec une participation plus faible que précédemment.
L’ascension en hiver n'est autorisée que depuis la Pologne et ce malgré un risque d'avalanche relativement élevé qui a déjà endeuillé le sommet à plusieurs reprises. La plus meurtrière eut lieu le 28 janvier 2003, tuant huit personnes sur un groupe de treize.

### Évolution de la frontière
À la suite de la pression de la colonisation polonaise venant du nord, la dynastie des Árpáds intègre les régions de Spiš et de Liptov dans le royaume de Hongrie dans le but de fortifier ses frontières au sud des Tatras.
Le lac de Morskie Oko fut longtemps un sujet de contentieux concernant le flanc nord de la montagne en raison de l'interprétation d'un texte datant de 1320. À partir de 1589, le seigneur hongrois György Horváth-Palocsay exerce son pouvoir sur une partie de la région de Podhale, dans ce domaine au nom du roi de Pologne. En 1769, alors qu'il n'a jusque-là émis aucune revendication, le royaume de Hongrie revendique un territoire compris entre la rivière Biela voda et Rybi Potok et occupe celui de la Biela voda à la crête secondaire au nord du Rysy. En 1772, lors du premier partage de la Pologne, ces territoires sont définitivement intégrés à la partie hongroise de l'empire d'Autriche. La revendication du territoire situé entre la crête et le Rybi Potok est rendue caduque par l'annexion en 1795 de la Galicie à l'empire d'Autriche. Le contentieux refait surface en 1890 dans un litige entre propriétaires fonciers privés menant à l'intervention de gendarmes hongrois armés sur les rives du Morskie Oko, acte illégal du point de vue autrichien. Le 15 septembre 1902, une commission internationale définit la frontière entre les parties autrichienne et hongroise de l'Autriche-Hongrie. Cette décision plaça le lac de Morské Oko en Galicie. Ce tracé correspond au tracé actuel de la frontière entre la Pologne et la Slovaquie au niveau des Tatras.
En octobre 1938, à la suite des accords de Munich, la Tchécoslovaquie doit céder des territoires à la Pologne. L'un d'entre eux comprenant Tatranská Javorina englobe le flanc nord-est du Rysy. Cette occupation est de courte durée car l'État slovaque proclamé en mars 1939 déclare la guerre aux côtés de l'Allemagne nazie en septembre 1939 et réoccupe les territoires perdus moins d'un an avant. Durant cette courte période le Rysy fut dépassé par le Ľadový štít (2 627 m) comme point culminant de Pologne.

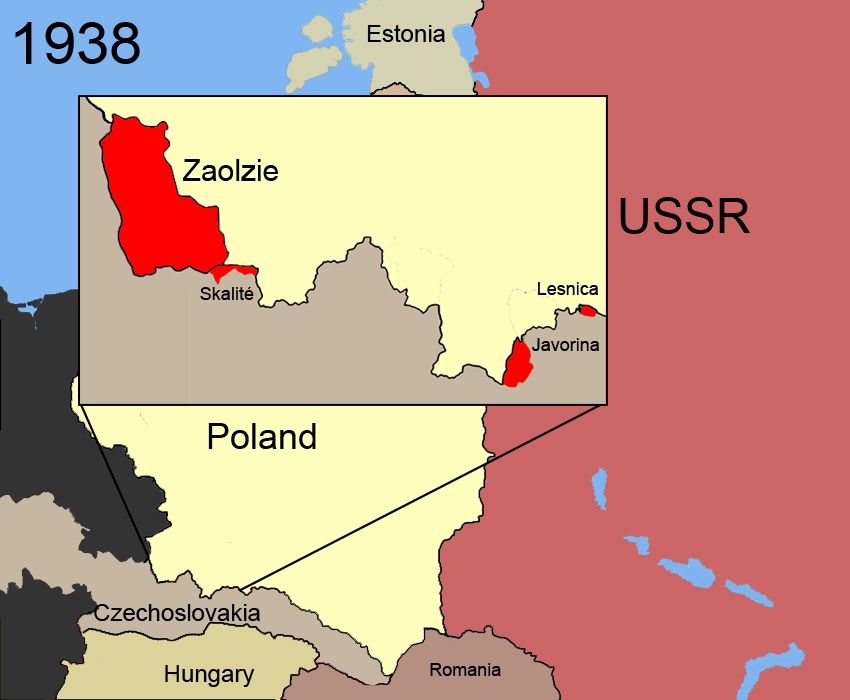
Schéma représentant les modifications territoriales concernant la Pologne à la suite des accords de Munich.
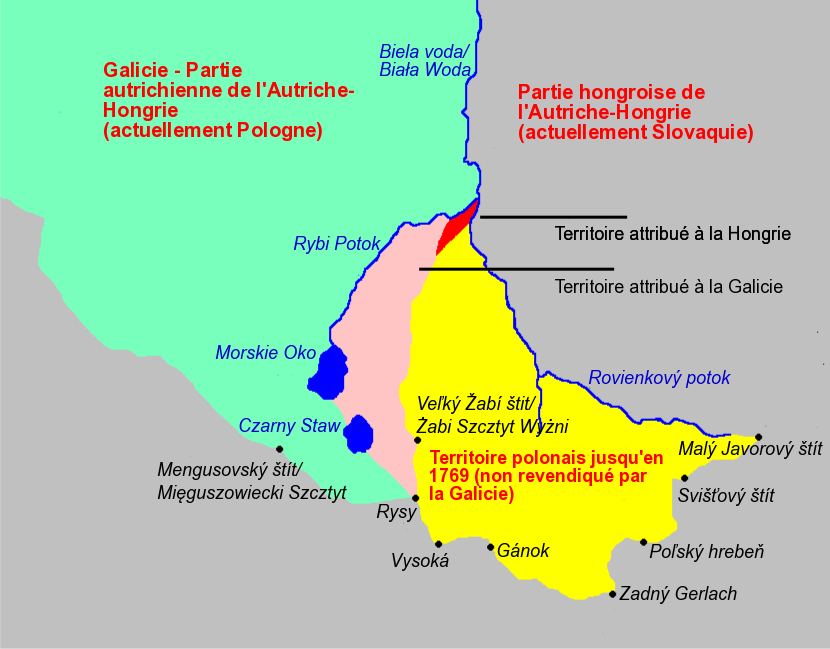
Schéma représentant le contentieux frontalier au niveau du lac de Morskie Oko.

## Activités

### Ascension
Le Rysy est le point le plus élevé des Hautes Tatras accessible aux randonneurs sans guide de haute montagne. Son sommet correspond à la jonction de deux sentiers balisés. Le premier du côté slovaque ouvert du 16 juin au 31 octobre, au sud, est le plus facile. Il part du refuge, Chata pri Popradskom plese, situé à proximité du Popradské pleso à une altitude de 1 500 mètres et suit la vallée de Mengusovská balisée en bleu. Au niveau du Žabi potok ou « ruisseau des grenouilles », un chemin balisé en rouge monte vers le refuge Chata pod Rysmi à une altitude de 2 250 mètres situé sous le col Váha à 2 337 mètres, lui-même situé entre le Český štít, à 2 500 mètres, et le Rysy. L'ascension dure en général 3 h 30. 
Le second itinéraire qui mène au Rysy est situé en Pologne sur le flanc nord. Il part du refuge Schronisko nad Morskim Okiem à 1 405 mètres d'altitude, longe la rive est du Morskie Oko, rejoint le Czarny Staw pod Rysami dont il longe la rive est et se prolonge vers le sommet. Le temps moyen pour atteindre le sommet par ce chemin est de quatre heures. Cet itinéraire est très fréquenté en été par des centaines de vacanciers polonais, entraînant des files d'attente aux endroits plus escarpés.

### Infrastructures

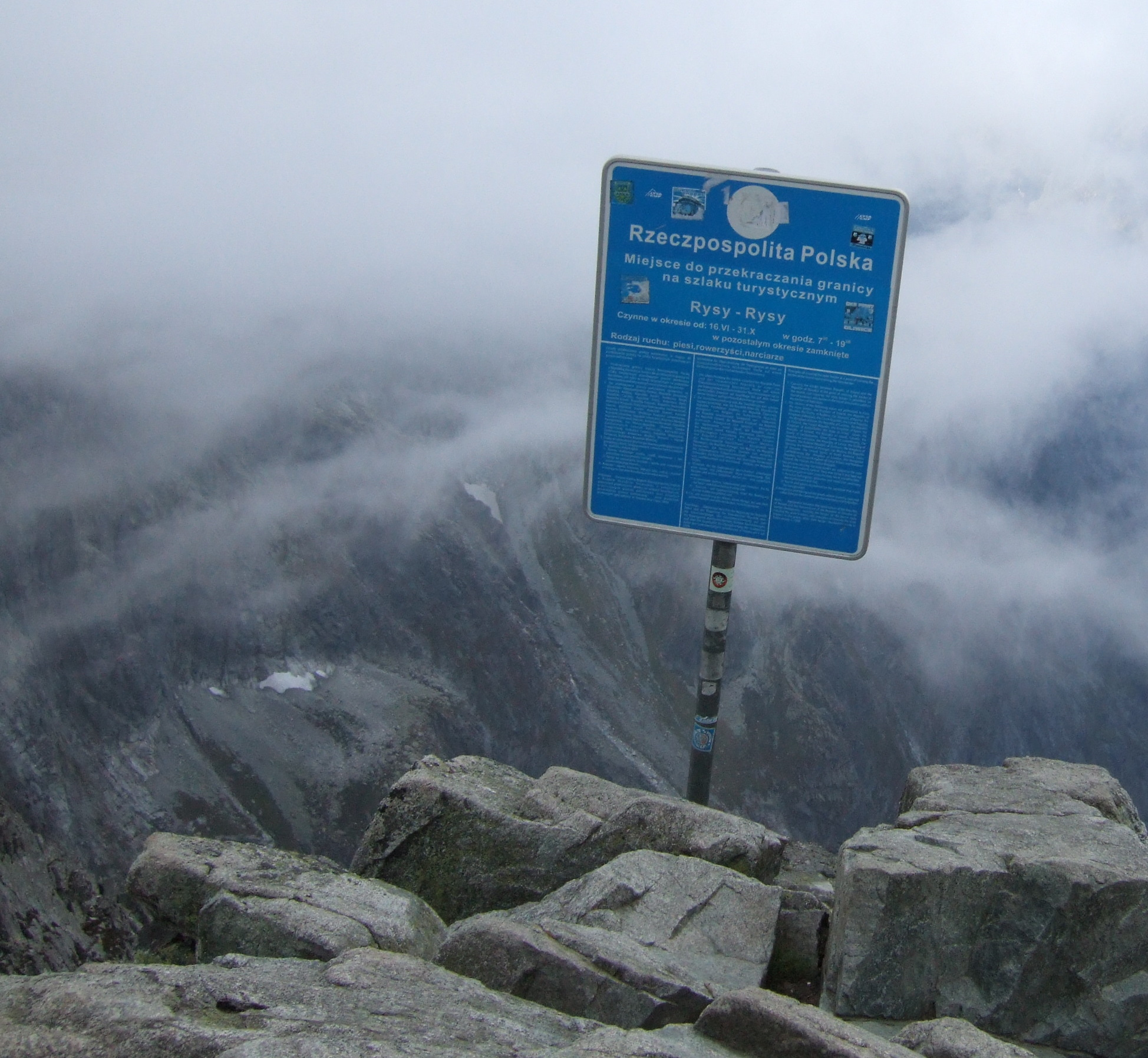
Panneau marquant la frontière officielle entre les deux pays

En 2000, les autorités slovaques et polonaises ont mis en place un poste de contrôle frontalier réservé aux piétons citoyens de l'Union européenne. Le poste était ouvert du 1er juillet au 30 septembre de chaque année entre 7 et 19 h 0. La période d'ouverture fut élargie du 16 juin au 31 octobre à partir de 2004, année d'entrée des deux États dans l'Union européenne. Cette dernière période correspond à la période d'ouverture des chemins balisés du côté slovaque et les heures à la réglementation du parc national polonais interdisant la circulation la nuit. Le poste de contrôle a été abandonné après l'intégration des deux pays à l'espace Schengen permettant la libre circulation des personnes le 21 décembre 2007.

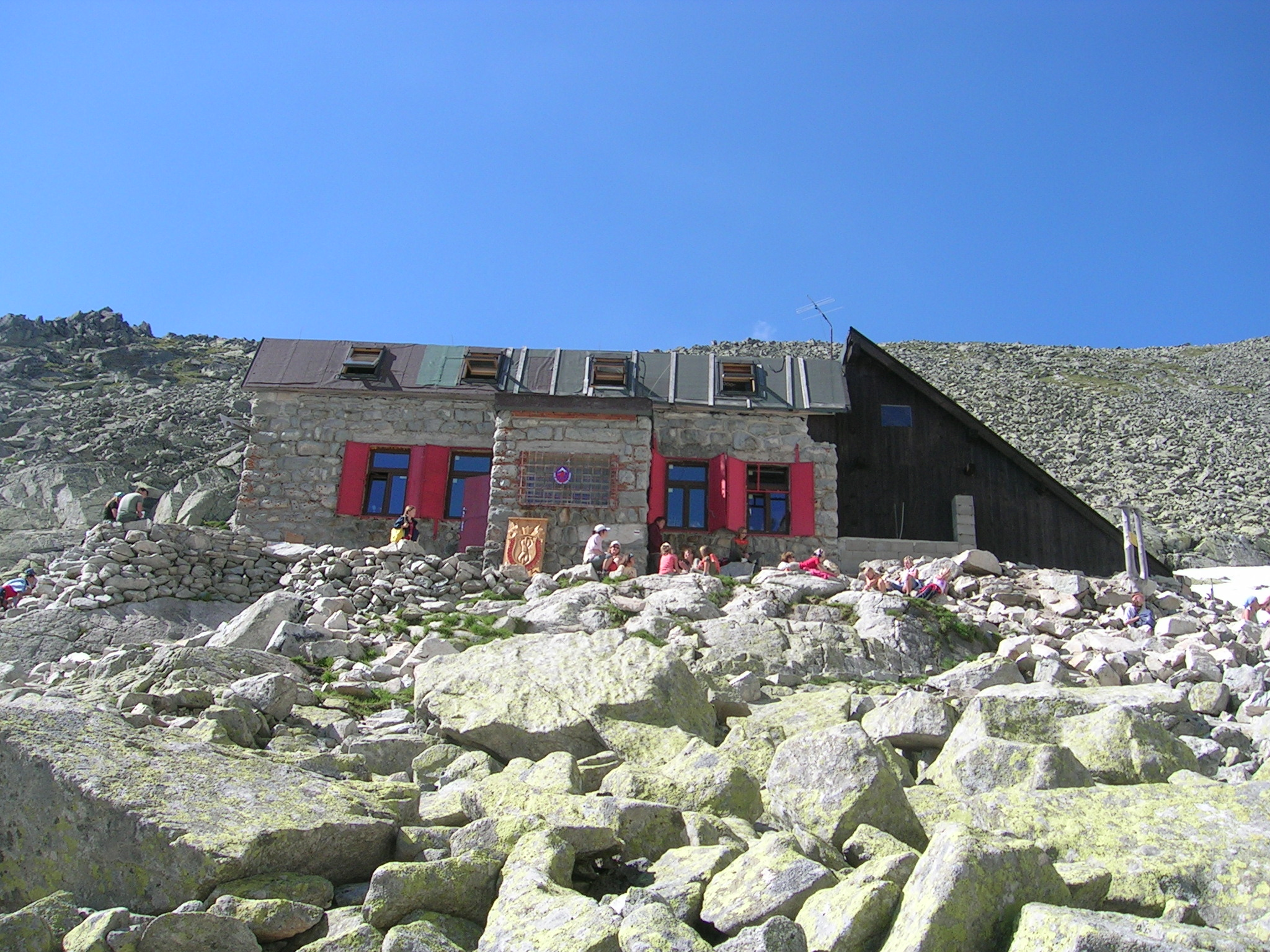
Chata pod Rysmi

Du 16 juin au 31 octobre, un refuge situé à 2 250 mètres nommé Chata pod Rysmi en français « chalet sous le Rysy », fournit des repas et un hébergement pour 19 personnes. Le refuge, situé du côté slovaque, est le plus haut des Hautes Tatras. Il a été construit de plain-pied en 1932 et un étage a été ajouté en 1977. Il a été à plusieurs reprises endommagé par des avalanches et rénové en 2010-2011. Le refuge est l'un des six refuges de haute montagne slovaque dont le ravitaillement se fait par portage. Les porteurs chargés de 60 à 90 kilogrammes transportent leur charge sur un trajet long de 4,5 kilomètres avec un dénivelé de 750 mètres.

### Protection environnementale
Le Rysy est situé à cheval sur le parc national slovaque des Tatras et le parc national polonais des Tatras pour chacun des deux pays respectifs. En 1991, du côté slovaque, les réserves naturelles nationales de Bielovodská dolina sur le flanc est du Rysy et de Mengusovská dolina  au sud ont été créées. Ces deux réserves ont été classées dans une zone de protection du cinquième degré dans laquelle l'organisme de protection, ici l'administration du parc national des Tatras, peut interdire toute forme d'activité humaine,.